# Brandon Jackson
(en) Statistiques sur pro-football-reference
Brandon Lamar Jackson (né le 2 octobre 1985 à Détroit) est un joueur américain de football américain. 

## Enfance
Brandon naît à Détroit (Michigan) mais habite à Horn Lake dans le Mississippi durant toute son enfance. Il joue au football dans le lycée de sa ville natale à la Horn Lake High School et est nommé joueur offensif de l'année dans la division 5A de l'État du Mississippi. Il devient un des douze meilleurs joueurs du Mississippi. Jackson s'illustre au 100 mètres ayant un record personnel de dix secondes et six dixièmes.

## Carrière

### Université
Jackson entre à l'université du Nebraska et joue dix matchs lors de sa première saison, marquant six touchdowns. La saison 2005 le voit moins jouer, effectuant cinq matchs. Il termine sa carrière universitaire en jouant quatorze matchs pour dix touchdowns.

### Professionnel
Brandon Jackson est sélectionné au second tour du draft de la NFL de 2007 au second tour au 63e choix par les Packers de Green Bay. Son premier touchdown en professionnel ne tarde pas puisqu'il marque le 23 septembre 2007 lors du troisième match de la saison contre les Chargers de San Diego. Le 30 décembre 2007, il dépasse pour la première fois cent yards parcourus. Le 2 janvier 2008, il est nommé Rookie de l'année en NFL pour sa performance contre les Lions de Détroit où en vingt ballons, il parcourt 113 yards ainsi que deux réceptions pour vingt-deux yards pour une victoire 34-13 de Green Bay.
Pour sa seconde saison, il joue treize matchs mais ne gagne pas sa place de titulaire. Il marque un touchdown lors de cette saison. En 2009, il marque trois touchdowns (deux sur des courses, un sur une passe). Lors du premier match de la saison 2010, Ryan Grant se blesse et laisse sa place à Jackson qui devient titulaire (jouant tous les matchs dont treize comme titulaire); mais il doit subir la concurrence de James Starks. Le 6 février 2011, il remporte le Super Bowl XLV avec les Packers contre les Steelers de Pittsburgh.
Le 29 juillet 2011, Jackson signe avec les Browns de Cleveland